# Черногорские комиты
Черногорские комиты — черногорские национальные партизаны, воевавшие за свободу Черногории с 1916 по 1929 год; сначала в Первую мировую войну против Австро-Венгрии, а с 1918 года против Королевства СХС (Югославии).

## Противостояние Австро-Венгрии
После разгрома австро-венгерскими войсками черногорской армии при Ловчене-Цетине и подписания 25 января 1916 года меморандума о сложении черногорцами оружия начался период военной оккупации страны. С 1 марта 1916 года в Черногории был установлен режим австро-венгерской военной оккупации, идентичный введенному в соседней Сербии. 
Первые неорганизованные отряды черногорских партизан из числа отказавшихся сложить оружие солдат и офицеров появились непосредственно после капитуляции. Организацию движения сопротивления в стране принято связывать с именем бригадира (младшее генеральское звание в черногорской армии) Радомира Вешовича, последнего военного министра Черногории. К августу 1916 года партизанское движение в Черногории превратилось в фактор реальной угрозы для австро-венгерских оккупационных властей, когда число действовавших в горах бойцов сопротивления стало исчисляться примерно в 500 человек. В народе их стали называть старинным словом "комиты" (от "комитадж" — повстанец, мятежник), применявшимся на Балканах еще с османских времен для обозначений "идейных (идеологических) партизан". Отдельные комитские отряды насчитывали, как правило, от нескольких до нескольких десятков человек, опиравшихся на сеть поддерживавших их продовольствием, информацией и предоставлением убежища "ятаков" из местного населения (от турецкого yatak — "кровать", "предоставляющий ночлег"). Периодически несколько комитских групп объединялись под руководством какого-нибудь инициативного офицера для нападения на австрийскую комендатуру или даже на подразделение уровня рота — батальон. Учитывая прекрасное знание черногорскими партизанами родных гор и отличное умение сражаться в них, им нередко удавалось наносить по австро-венгерским оккупантам чувствительные удары. Бригадир Радомир Вешович прилагал немало усилий для координаций действий комитов по всей стране, однако реально ему удавалось руководить только несколькими ближайшими отрядами. Для большинства черногорских партизан он был скорее харизматической фигурой, чем фактическим командиром. 
К началу 1918 года силы комитов выросли до 800 бойцов, боровшихся против 27-тысячного австро-венгерского контингента. В ответ на дерзкие акции акции черногорских партизан, австрийские оккупационные органы применяли как силовые репрессивные действия — массовые интернирования, взятие и расстрел заложников, так и меры экономического воздействия — наложение денежных и натуральных контрибуций на общины, заподозренные в их поддержке. В январе 1918 года бригадир Мирослав Вешович, в обмен на освобождение из лагеря для интернированных 75 племенных старейшин, отказался от борьбы и сложил оружие, но остальные комиты продолжили сопротивление. 
С прорывом в сентябре 1918 года войсками Антанты Салоникского фронта и отступлением с Балкан австро-венгерской армии комиты, численность которых резко возросла, стали наносить удары по дезорганизованным частям противника и смогли захватить в плен около 5 000 австрийских военнослужащих, впоследствии переданных войскам Антанты.

## Противостояние КСХС
После вхождения Черногории в состав объединенного югославянского государства и неудачного Рождественского восстания 1919 года некоторое количество наиболее известных черногорских комитов (Саво Распопович, Тодор Дулович, Милутин Башович и др.) начали вооруженную борьбу против нового государства, поддерживая бывшего короля Николу и выступая за восстановление независимого черногорского государства. В этом их поддерживала Италия, на территории которой концентрировались черногорцы, бежавшие с родины, и создавались воинские формирования. До 1922 года из Италии в Черногорию постоянно засылались мелкие подразделения для ведения вооружённой борьбы. 
В декабре 1919 года, согласно отчетам сербской полиции, в горах Черногории действовало в общей сложности 1796 черногорских комитов, а именно: в Цетине — 320, в Баре — 400, в Колашине — 400, в Никшиче — 100 и Андриеве — 576 повстанцев. Борьба комитов против присоединения их родины к Сербии велась под лозунгом «За право, честь и свободу Черногории». В этот период вооруженной борьбы они стали известны под именем «зеленашей». Полиция и регулярные воинские части КСХС безжалостно расправлялись с «зеленашами», попавшими к ним в плен, проводили жестокие репрессии против населения, заподозренного в помощи партизанам. Число убитых, раненых, арестованных, осужденных и интернированных черногорских патриотов с 1918 по 1929 год достигло 5000 человек, при этом было разрушено большое количество домов и уничтожено материальных ценностей. 
Вооруженное сопротивление черногорцев продолжалось с переменной интенсивностью до 8 марта 1929 года, когда в селе Равни (Монастир Морача, Колашин) были убиты последние черногорские комиты братья Радош и Драго Булатовичи.